# Feketepelyhes csengettyűgomba
A feketepelyhes csengettyűgomba vagy pelyhes csengettyűgomba (Pluteus umbrosus) a csengettyűgombafélék családjába tartozó, Eurázsiában és Észak-Amerikában honos, korhadó fatörzseken  élő, ehető gombafaj.

## Megjelenése
A feketepelyhes csengettyűgomba kalapja 4-11 cm széles, alakja fiatalon domború, majd laposan kiterül, de középen púpos marad. Felülete bársonyos. Színe szépia- vagy középbarna, középen a legsötétebb, eres mintázatú. Széle rojtos.
Húsa fehér vagy világosbarna színű. Savanyú szagú, íze nem jellegzetes. 
Sűrű lemezei szabadon állnak, pelyhesek. Színük fiatalon fehér, majd halvny rózsaszínesre vált, az élük jellegzetesen barna.
Tönkje 5-8 cm magas és 0,4-2 cm vastag. Színe világos, barna pikkelyekkel sűrűn mintázott.
Spórapora halványrózsaszín. Spórája közel kerekded alakú, mérete 6-7 x 4-5 µm.

### Hasonló fajok
A barna csengettyűgomba sötétebb, kalapja nem erezett; a gumós csengettyűgomba lemezeinek éle fehér. 

## Elterjedése és termőhelye
Eurázsiában és Észak-Amerikában honos. Magyarországon ritka.   
Elhalt lombos fák korhadó törzsein, tuskóin nő egyesével vagy kisebb csoportokban, sokszor más csengettyűgombák társaságában. Nyár végén és ősszel terem. 
Ehető gomba. Magyarországon 2013 óza védett, természetvédelmi értéke 5000 Ft.   

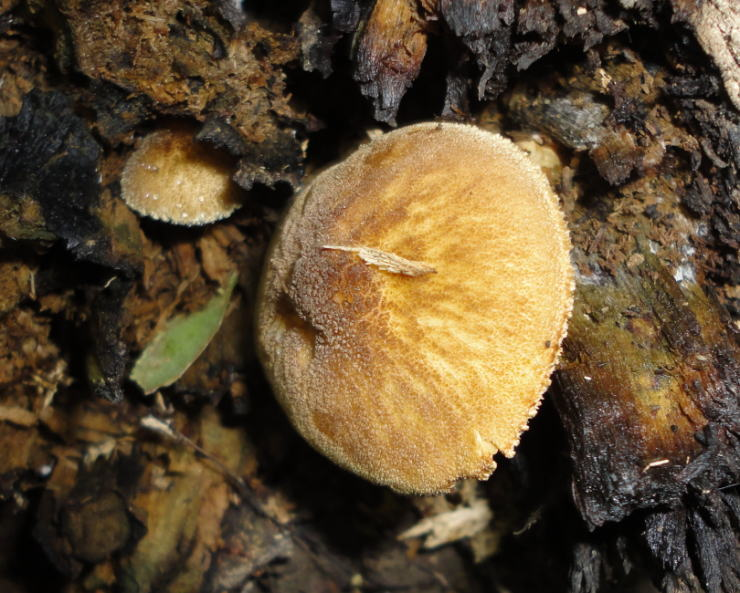
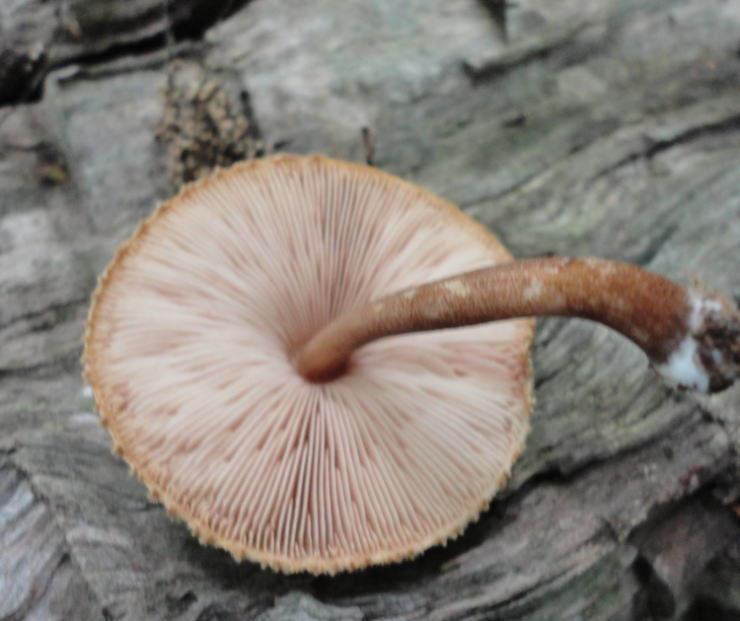
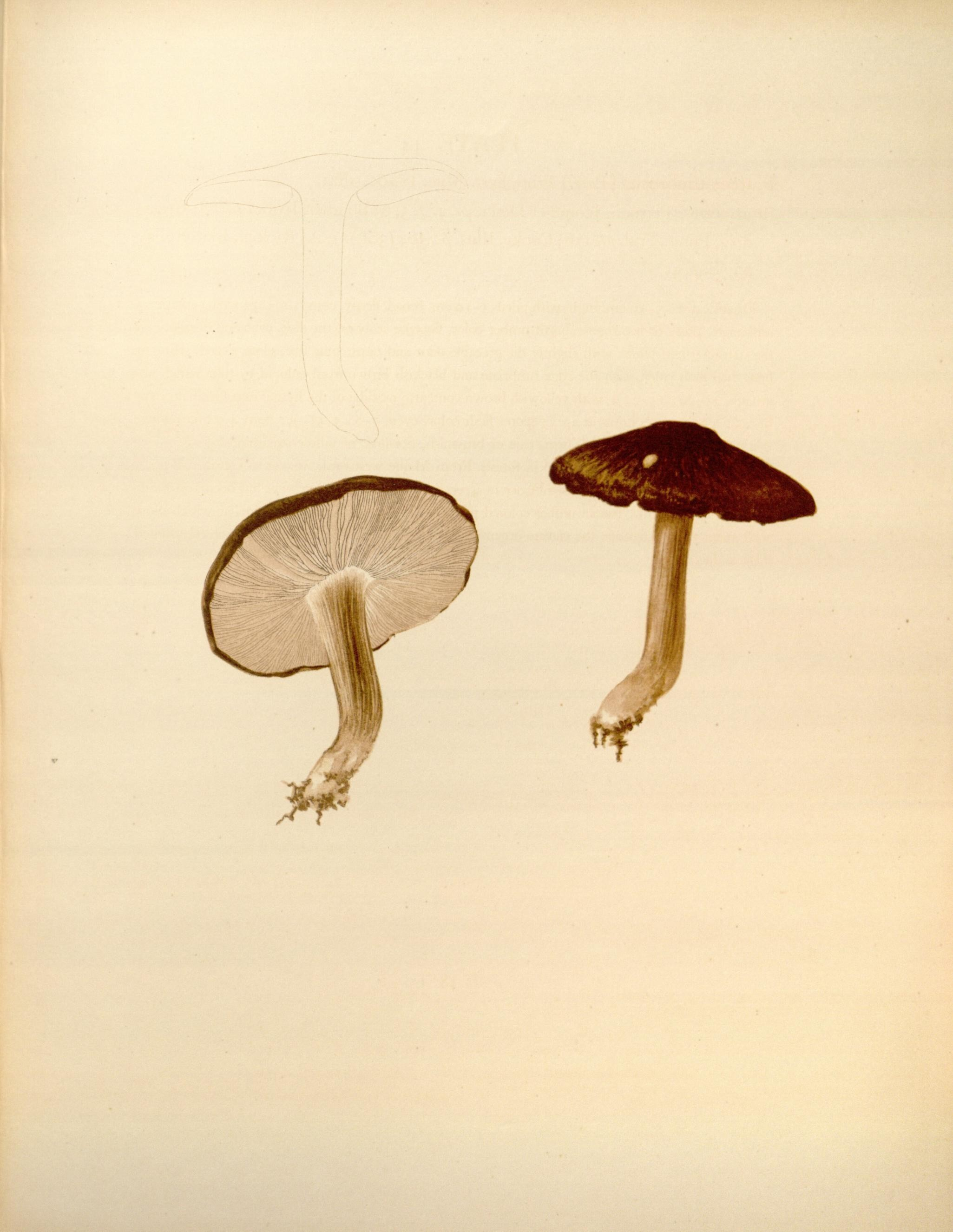
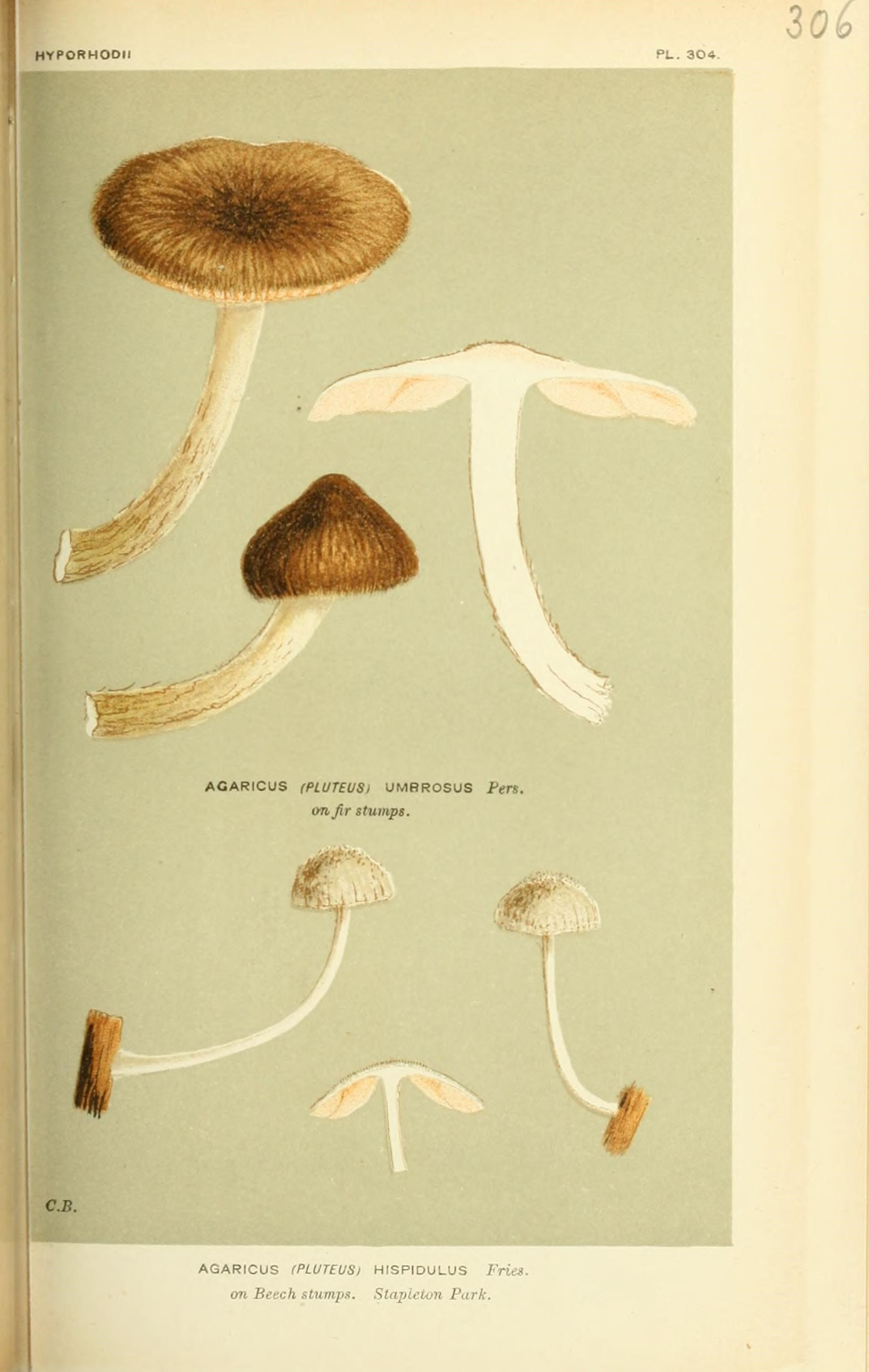